# Operace Forager
Operace Forager bylo vojenské tažení Američanů za války v Tichomoří zaměřené na souostroví Mariany a Palau. Na Marianách bylo cílem operace vytvoření předsunutých základen, jež by mohly sloužit jako odrazový můstek pro útok na Japonsko a zároveň obsazení mariánských letišť, z nichž bylo možné vysílat dálkové bombardéry B-29 na japonská města, vojenské cíle a továrny. Cílem tažení na Palauských ostrovech bylo obsazení letišť, z nichž mohli Japonci ohrožovat blížící se vylodění na Filipínách a zároveň vytvoření základny, jež mohla podporovat americké tažení v centrálním Pacifiku, včetně tažení na Filipínách. Obsazení Marian a Palau mělo také přerušit (či ohrozit) japonské linky vedoucí z Japonska do Nizozemské východní Indie, důležitého zdroje surovin, především ropy.
Šlo o kritický okamžik války. Svým rozsahem a důležitostí by se operace Forager mohla srovnávat s operací Overlord, která v téměř stejnou dobu probíhala v Evropě.

## Průběh

### Mariany
Souostroví Mariany nabízelo Američanům mnoho strategických výhod, v neposlední řadě mohlo sloužit jako základna pro dálkové nálety na Japonsko. Pro Spojený výbor náčelníků štábu proto nebylo rozhodnutí ostrovy obsadit nijak složité. Vylodění předcházely 11. června 1944 mohutné nálety a ostřelování z hladinových lodí, jejichž cílem byl Saipan, Tinian, Guam a Rota. Invazní vojska se 15. června vylodila na Saipanu a přes odpor Japonců do večera zřídila pevná předmostí. Saipan byl dobyt 9. července.
Jakmile do oblasti připlulo japonské loďstvo, soustředila se pozornost na ně. Přimělo americké námořnictvo, aby se stáhlo a utkalo se s nepřítelem ve Filipínském moři. Američané v bitvě zvítězili, a tak se lodě mohly vrátit, aby podpořily invazi. Jejich dočasná nepřítomnost však způsobila, že útok na Guam musel být odložen na 21. července. Přes silný nepřátelský odpor se Američanům podařilo ostrov dobýt do 10. srpna.
Nakonec došlo 24. července k útoku na Tinian, jenž byl ze všech tří operací nejúspěšnější. Ve srovnání s útoky na Saipan a Guam byly ztráty Američanů nízké. Většina ostrova byla v amerických rukou po čtyřech dnech bojů a definitivní dobytí ostrova bylo oznámeno 1. srpna.

### Palau
Souostroví Palau představovalo hrozbu pro americké tažení v centrálním Pacifiku a na Filipínách. Naopak v amerických rukou mohly ostrovy posloužit jako základny pro leteckou a zásobovací podporu všech amerických sil v oblasti. Velení se rozhodlo obsadit menší ostrovy Peleliu a Angaur, kde se nacházela strategicky významná letiště a obejít větší a lidnatější ostrovy Koror a Babelthuabu. Nejprudší boje byly svedeny na Peleliu, kde Japonci připravili silná obranná postavení. Dobytí Peleliu stálo námořní pěchotu a pozemní vojsko přes 1 700 padlých a přes 8 000 zraněných nebo nezvěstných. Dobytí Angauru bylo podstatně jednodušší. Američané zde přišli o 260 mrtvých, 1 354 zraněných a 940 vyčerpaných z horka, úrazů a nemocí. Smysl útoku na Palauské souostroví, jenž si vyžádal ztrátu přes 2 000 mužů je dodnes diskutabilní, neboť jak se později ukázalo, Japonci neměli na ostrovech prostředky, jimiž by mohli nějak významně ohrožovat americké tažení ve středním Tichomoří.